# Дараган, Сергей Валентинович
Сергей Валентинович Дараган (5 марта 1950, Таганрог) — российский художник, дизайнер, педагог, директор Таганрогской детской художественной школы имени С. И. Блонской.

## Биография
В 1975 году окончил в Ростове-на-Дону Всесоюзные курсы повышения квалификации Минкультуры СССР. В 1983 году окончил художественно-графический факультет Московского государственного педагогического института. С 1975 по 1987 год занимался разработкой дизайна товаров народного потребления Таганрогского авиационного завода. Им разработан дизайн детской коляски «Кроха», получившей Знак качества.
С 1987 года С. В. Дараган преподавал в таганрогской Детской художественной школе. С 1974 года — постоянный участник городских и областных художественных выставок. Автор настенного панно «История России» в Таганрогском политехническом колледже.
С 1998 по 2013 год работал директором Таганрогской детской художественной школы имени С. И. Блонской.